# Ранна Цин
Империя Ранна Цин (351 – 394) е създадена през 351 година от цар Фу Дзиен.

## История
След смъртта на баща му Фу Хун, Фу Дзиен застава начело на неговата армия, съставена главно от ди и цян, предприема поход на запад и превзема Чанан, след което в началото на 351 година се обявява за самостоятелен владетел, поставяйки началото на царството Ранна Цин. През следващите години той воюва срещу царствата Дзин, Ранна Йен и Ранна Лян. През 354 година войските на Дзин предприемат голямо настъпление срещу Ранна Цин и достигат до Чанан, но се оттеглят, поради липса на храна.
Фу Дзиен умира през лятото на 355 година и е наследен от сина му Фу Шън. Жесток и подозрителен, през следващите години той екзекутира много високопоставени служители, както и членове на владетелския род. През 357 година той планира убийството на своя братовчед Фу Дзиен, но той го изпреварва, извършва преврат, екзекутира го чрез влачене с кон, след което се обявява за владетел на Ранна Цин.
През 369 година Фу Дзиен води война с Ранна Йен и малко по-късно я присъединява към държавата си. Той е първият велик владетел и истински император на Цин. През 373 година Фу Дзиен разбива и Дзин като завладява голяма част от империята. През 376 година завладява и Ранна Лян. Малко по-късно същата година продължава похода си и завладява княжеството Дай. През 383 година завладява и няколко княжества в Средна Азия. Малко по-късно същата година той предприема голям поход срежу Дзин, но е разбит. През 384 година Йен вдигат бунт и създават две държави, Късна Йен и Западна Йен.
В следващата година империята се разпада и Фу Дзиен умира. Същата година е наследен от Фу Пи, който управлява само една година. На негово място идва далечния му племенник Фу Дън. Той води непрекъснати войни със съседите си, но през 394 година умира. За няколко месеца на власт идва синът му Фу Чун, който умира веднага и държавата се разпада.

## Владетели
- цар Фу Дзиен (351 – 355)
- цар Фу Шън (355 – 357)
- император Фу Дзиен (357 – 385)
- цар Фу Пи (385 – 386)
- цар Фу Дън (386 – 394)
- цар Фу Чун (394)